# 朱之悌
朱之悌（1929年10月1日—2005年1月22日），湖南长沙人，中国林木育种专家。1954年毕业于北京林学院。1961年获苏联莫斯科林学院博士学位。1999年当选为中国工程院院士。